# Capilla de Mexicapán
Es una capilla católica ubicada en la Ciudad de Zacatecas. Aunque ahora esta capilla está dedicada a la Virgen de la Candelaria, fue edificada en honor a la Virgen de la Asunción a inicios del Virreinato de Nueva España entre 1569 y 1570 por la Orden Franciscana cerca de las comunidades indígenas de Mexicapán y Tlacuitlalpán provenientes de México y Tlaxcala, respectivamente. Actualmente es considerada la única capilla de indios que sigue en pie, aunque también existe la Capilla del Niño Jesús.
El sistema constructivo empleado para su ejecución fue por medio de encofrado de adobe revestido por piedra de mina, único sistema constructivo de la zona. La construcción tuvo algunas modificaciones en el siglo XVIII y en 1939 sufrió un derrumbe que la condenó al abandono hasta 1979, año en el que tuvo una reconstrucción parcial que fue complementada hasta 1994 por José de Jesús López de Lara y Federico Sescosse.
Actualmente esta capilla pertenece a la Diócesis de Zacatecas y está designada a la Parroquia de Nuestro Padre Jesús.